# Eferl
Eferl (14. század) kereskedő, hitelügyintéző.

## Élete
Smerl nevű fivérével Ausztriában telepedett meg 1360 körül azután, hogy a zsidókat kiűzték Magyarországból. Nagy jelentőségű hitelüzletekkel foglalkozott. Bécs városának 1367-1421 közti időszakból való számadási könyvei igen gyakran említenek Magyarországról származó zsidókat, s ezekben Eferl mint Eferlein Juden von Oedenburg szerepel, tehát mint a Sopronból való Eferl zsidó. Ebben az időben még csak kevés zsidónak volt öröklött családi neve, a legtöbbet annak a helységnek a nevével jelöltek meg, ahol született, vagy ahonnan elszármazott. A számadáskönyvben lévő feljegyzések kivételes fontossággal bírnak a középkorban Magyarországon élt zsidóság kutatásához.